# Собор святих Петра і Павла (Мельбурн)
Катедральний храм святих апостолів Петра і Павла  (англ. Sts. Peter and Paul Cathedral)  — це культова споруда Української греко-католицької церкви, яка розташована на півночі від міста Мельбурна, більшої частини штату Вікторія в південно-східній частині Австралії. Не слід плутати з собором латинського чи римського обряду Мельбурна, присвяченим святому Патріку, або з католицьким собором Сиро-Малабар, присвяченим святому Альфонсу.
Будівля є резиденцією Української греко-католицької єпархії святих апостолів Петра і Павла Мельбурна (Eparchia Sanctorum Petri and Pauli Melburnensis Ucrainorum), що була започаткована апостольським екзархом у 1958 році з булли «Singularem huius» Папи Пія XII. Набула поточного статусу у 1982 році через буллу «Christum Iesum» Папи Івана Павла II.
Собор під пастирською відповідальністю єпископа Миколи Бичка, ЧНІ.

## Історія
Резиденцію австралійських владик для українців греко-католиків розташували при величному соборі святих Петра і Павла в Мельбурні.
У 1969 році єпископ Іван Прашко звернувся до відомого художника Святослава Гординського, який славився своїми іконами, виконаними у традиційно візантійському стилі, але з українською душею, згадує наступник владики Івана єпископ Петро Стасюк. У 1986 році владика Іван запросив Бориса Макаренка і його нью-йоркську школу закінчити іконопис середини собору. Їм в цьому допомагали численні художники.
Тож єпископ Іван Прашко зумів згуртувати цілу плеяду митців для оздоблення головного греко-католицького храму нашої діаспори в Австралії. А при соборі заснували музей, кустосом — доглядачем фондів — якого став о. Зенон Хоркавий, який також брав участь у розмальовуванні собору.
Окрема сторінка діяльності єрарха Івана Прашка — запрошення на «зелений континент» сестер-василіянок.
«Після поселення українських біженців в Австралії та встановлення Апостольського екзархату в 1960-х роках минулого століття, розпочався пошук Сестер готових жертвуватися на апостольську працю на тому континенті. Владика Іван Прашко звернувся до Генеральної Управи Сестер Василіянок в Римі та до Блаженнішого Йосифа Кардинала Сліпого з проханням вислати Сестер до Австралії. На їх вимогу в 1966 році, Архимандриня Мати Клавдія Феддіш, вислала листа до Протоігумені в Беріссо (Аргентина) з проханням послати добровольців до Австралії. 8 липня 1966 року всі Сестри зі сльозами на очах попрощалися з матір’ю Марією Афінець, сестрами Анизією Шевчук, Константиною Цапай і Лукією Ангелюк, коли вони покидали їм рідні береги Аргентини,» — йдеться на сайті сестер ЧСВВ в Австралії.
До пункту призначення черниці добиралися через Рим, де зустрілися з Патріархом Сліпим. 28 березня 1967 року вони уже були у м. Сідней, де розпочали свій апостолят. У 1970 році сестри-василіянки заснували монастир в м. Мельбурн, а в 1977 році — в м. Аделаїда. Тепер їхні обителі є у Норт Мельбурні та Лідкомбі (Сідней).
У 1982 році австралійський екзархат піднесли до рівня єпархії, кількість вірних у якій нараховувалось приблизно 32500 осіб. Працьовитість і заслуги єрарха Івана Прашка визнала й світська влада — 1 січня 1982 року його нагородили орденом Британської імперії. І навіть після свого відходу на спокій, що сталося 20 січня 1993 року, Іван Прашко активно дбав про розвиток цієї спільноти уже як єпископ-емерит.